# Temporada 2010-11 de la NBA Development League
La Temporada 2010-11 de la NBA Development League fue la décima temporada de la NBA D-League, la liga de desarrollo de la NBA. Tomaron parte 16 equipos, volviendo a configurarse dos conferencias, Este y Oeste, disputando una fase regular de 50 partidos cada uno. Los campeones fueron los Iowa Energy, que derrotaron en la Final al mejor de 3 a los Rio Grande Valley Vipers por 2-1.
Los Albuquerque Thunderbirds fueron transferidos a Río Rancho, Nuevo México, convirtiéndose en los New Mexico Thunderbirds. Los Angeles D-Fenders permanecieron inactivos durante esta temporada, mientras que se incorporó a la liga los Texas Legends, que tomaban el relevo de los Colorado 14ers.

## Equipos participantes
| - Austin Toros - Bakersfield Jam - Dakota Wizards - Erie BayHawks - Fort Wayne Mad Ants - Idaho Stampede - Iowa Energy - Maine Red Claws |  | - New Mexico Thunderbirds - Reno Bighorns - Rio Grande Valley Vipers - Sioux Falls Skyforce - Springfield Armor - Texas Legends - Tulsa 66ers - Utah Flash |

## Temporada regular
| Conferencia Este     | Conferencia Este | Conferencia Este | Conferencia Este | Conferencia Este |
| Equipo               | G                | P                | % Vic.           | PV               |
| -------------------- | ---------------- | ---------------- | ---------------- | ---------------- |
| Iowa Energy (1)      | 37               | 13               | 74,0             | --               |
| Erie BayHawks (5)    | 32               | 18               | 64,0             | 5                |
| Fort Wayne Mad Ants  | 24               | 26               | 48,0             | 13               |
| Dakota Wizards       | 19               | 31               | 38,0             | 18               |
| Maine Red Claws      | 18               | 32               | 36,0             | 19               |
| Springfield Armor    | 13               | 37               | 26,0             | 24               |
| Sioux Falls Skyforce | 10               | 40               | 14,0             | 27               |

| Conferencia Oeste            | Conferencia Oeste | Conferencia Oeste | Conferencia Oeste | Conferencia Oeste |
| Equipo                       | G                 | P                 | % Vic.            | PV                |
| ---------------------------- | ----------------- | ----------------- | ----------------- | ----------------- |
| Reno Bighorns (2)            | 34                | 16                | 68,0              | --                |
| Rio Grande Valley Vipers (3) | 33                | 17                | 66,0              | 1                 |
| Tulsa 66ers (4)              | 33                | 17                | 66,0              | 1                 |
| Bakersfield Jam (6)          | 29                | 21                | 58,0              | 5                 |
| Utah Flash (7)               | 28                | 22                | 56,0              | 6                 |
| Texas Legends (8)            | 24                | 26                | 48,0              | 10                |
| Idaho Stampede               | 24                | 26                | 48,0              | 10                |
| Austin Toros                 | 22                | 28                | 44,0              | 12                |
| New Mexico Thunderbirds      | 20                | 30                | 40,0              | 14                |

## Playoffs
|  | Cuartos de final | Cuartos de final     | Cuartos de final |                      |    | Semifinales   | Semifinales | Semifinales |  |    | Final       | Final | Final |  |
|  |                  |                      |                  |                      |    |               |             |             |  |    |             |       |       |  |
|  |                  |                      |                  |                      |    |               |             |             |  |    |             |       |       |  |
|  | 1E               | Iowa Energy          | 2                |                      |    |               |             |             |  |    |             |       |       |  |
|  | 1E               | Iowa Energy          | 2                |                      |    |               |             |             |  |    |             |       |       |  |
|  | 7O               | Utah Flash           | 1                |                      |    |               |             |             |  |    |             |       |       |  |
|  | 7O               | Utah Flash           | 1                |                      | 1E | Iowa Energy   | 2           |             |  |    |             |       |       |  |
|  |                  |                      |                  |                      | 1E | Iowa Energy   | 2           |             |  |    |             |       |       |  |
|  |                  |                      | 4O               | Tulsa 66ers          | 0  |               |             |             |  |    |             |       |       |  |
|  | 4O               | Tulsa 66ers          | 4O               | Tulsa 66ers          | 0  | 2             |             |             |  |    |             |       |       |  |
|  | 4O               | Tulsa 66ers          |                  |                      |    |               |             |             |  |    |             |       |       |  |
|  | 8O               | Texas Legends        | 0                |                      |    |               |             |             |  |    |             |       |       |  |
|  | 8O               | Texas Legends        | 0                |                      |    |               |             |             |  | 1E | Iowa Energy | 2     |       |  |
|  |                  |                      |                  |                      |    |               |             |             |  | 1E | Iowa Energy | 2     |       |  |
|  |                  |                      | 3O               | Rio Grande V. Vipers | 1  |               |             |             |  |    |             |       |       |  |
|  | 2O               | Reno Bighorns        | 3O               | Rio Grande V. Vipers | 1  | 2             |             |             |  |    |             |       |       |  |
|  | 2O               | Reno Bighorns        |                  |                      |    |               |             |             |  |    |             |       |       |  |
|  | 5E               | Erie BayHawks        | 1                |                      |    |               |             |             |  |    |             |       |       |  |
|  | 5E               | Erie BayHawks        | 1                |                      | 2O | Reno Bighorns | 0           |             |  |    |             |       |       |  |
|  |                  |                      |                  |                      | 2O | Reno Bighorns | 0           |             |  |    |             |       |       |  |
|  |                  |                      | 3O               | Rio Grande V. Vipers | 2  |               |             |             |  |    |             |       |       |  |
|  | 3O               | Rio Grande V. Vipers | 3O               | Rio Grande V. Vipers | 2  | 2             |             |             |  |    |             |       |       |  |
|  | 3O               | Rio Grande V. Vipers |                  |                      |    |               |             |             |  |    |             |       |       |  |
|  | 6O               | Bakersfield Jam      | 1                |                      |    |               |             |             |  |    |             |       |       |  |
|  | 6O               | Bakersfield Jam      | 1                |                      |    |               |             |             |  |    |             |       |       |  |
|  |                  |                      |                  |                      |    |               |             |             |  |    |             |       |       |  |

## Finales

### (1) Iowa Energy - (3) Rio Grande Valley Vipers
| 24 de abril   | Iowa Energy                                                                  | 123–106                              | Rio Grande Valley Vipers                                        | |  |
| 8:00 p. m. ET | Parciales: 28–37, 31–26, 29–9, 35–34                                         | Parciales: 28–37, 31–26, 29–9, 35–34 | Parciales: 28–37, 31–26, 29–9, 35–34                            | |  |
|               | Estadísticas Curtis Stinson 29 Curtis Stinson 10 Hannah, Stinson 10 cada uno | Recap Boxscore Pts Reb Asts          | Estadísticas Mouhammad Faye 22 Mouhammad Faye 9 Terrel Harris 6 | Pabellón: State Farm Arena, Hidalgo, Texas Asistencia: 4,096 espectadores Árbitros: - #40 J. T. Orr - #32 Tre Maddox - #43 Kevin Scott |  |

| 27 de abril   | Rio Grande Valley Vipers                                      | 141–122                               | Iowa Energy                                                      | |  |
| 8:00 p. m. ET | Parciales: 27–29, 38–34, 41–24, 35–35                         | Parciales: 27–29, 38–34, 41–24, 35–35 | Parciales: 27–29, 38–34, 41–24, 35–35                            | |  |
|               | Estadísticas Jerel McNeal 37 Mouhammad Faye 12 Jerel McNeal 8 | Recap Boxscore Pts Reb Asts           | Estadísticas Moses Ehambe 33 Curtis Stinson 10 Curtis Stinson 12 | Pabellón: Wells Fargo Arena, Des Moines, Iowa Asistencia: 14,036 espectadores Árbitros: - #17 Scott Twardoski - #31 Karl Lane - #12 Scott Bolnick |  |

| 29 de abril               | Rio Grande Valley Vipers                                    | 111–119                               | Iowa Energy                                                         | |  |  |
| 8:00 p. m. ET             | Parciales: 39–34, 22–28, 27–19, 23–38                       | Parciales: 39–34, 22–28, 27–19, 23–38 | Parciales: 39–34, 22–28, 27–19, 23–38                               | |  |  |
|                           | Estadísticas Jerel McNeal 29 Jerel McNeal 11 Jerel McNeal 6 | Recap Boxscore Pts Reb Asts           | Estadísticas Stefhon Hannah 31 Stanley Robinson 11 Curtis Stinson 4 | Pabellón: Wells Fargo Arena, Des Moines, Iowa Asistencia: 9,054 espectadores Árbitros: - #31 Karl Lane - #32 Tre Maddox - #40 J. T. Orr |  |  |
| Iowa gana las series, 2–1 |                                                             |                                       |                                                                     | |  |  |
|                           |                                                             |                                       |                                                                     | |  |  |

## Premios de la NBDL

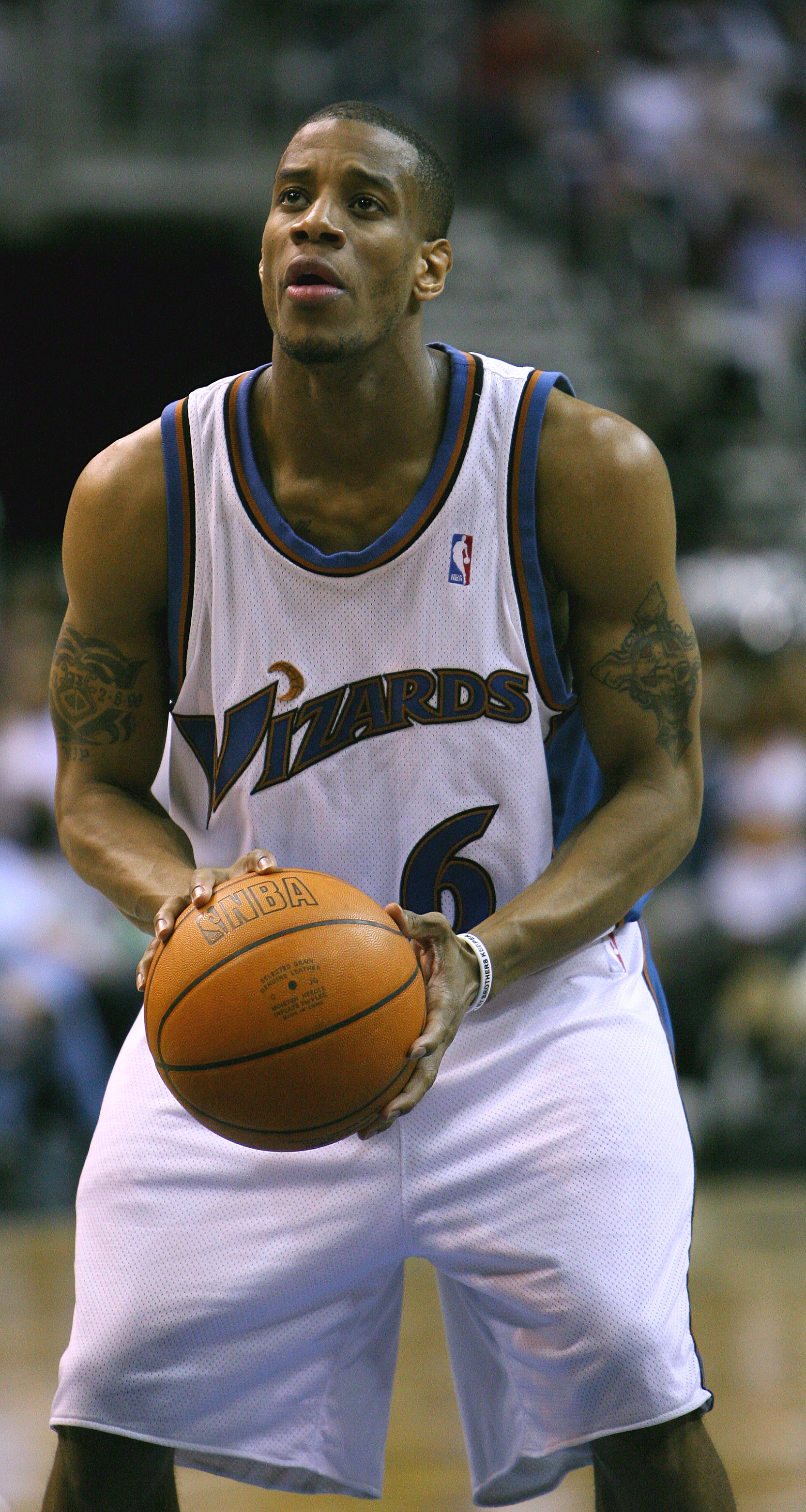
Antonio Daniels, designado como integrante del tercer quinteto de la temporada.

- MVP de la temporada: Curtis Stinson, Iowa Energy
- Rookie del Año: DeShawn Sims, Maine Red Claws
- Mejor Defensor: Chris Johnson, Dakota Wizards
- Entrenador del Año: Nick Nurse, Iowa Energy
- Jugador más impactante: Jeff Adrien, Rio Grande Valley Vipers
- Jugador más mejorado: Dar Tucker, New Mexico Thunderbirds
- Mejor quinteto de la temporada
  - Trey Johnson, Bakersfield Jam
  - Curtis Stinson, Iowa Energy
  - Ivan Johnson, Erie BayHawks
  - Joe Alexander, Texas Legends
  - Chris Johnson, Dakota Wizards
- 2º mejor quinteto de la temporada
  - Othyus Jeffers, Iowa Energy
  - Orien Greene, Utah Flash
  - Jeff Adrien, Rio Grande Valley Vipers
  - Larry Owens, Tulsa 66ers
  - Marcus Cousin, Austin Toros / Rio Grande Valley Vipers
- 3er mejor quinteto de la temporada
  - Jerel McNeal, Rio Grande Valley Vipers
  - Antonio Daniels, Texas Legends
  - Patrick Ewing, Sioux Falls Skyforce / Reno Bighorns
  - DeShawn Sims, Maine Red Claws
  - Sean Williams, Texas Legends

## Llamadas de equipos de la NBA

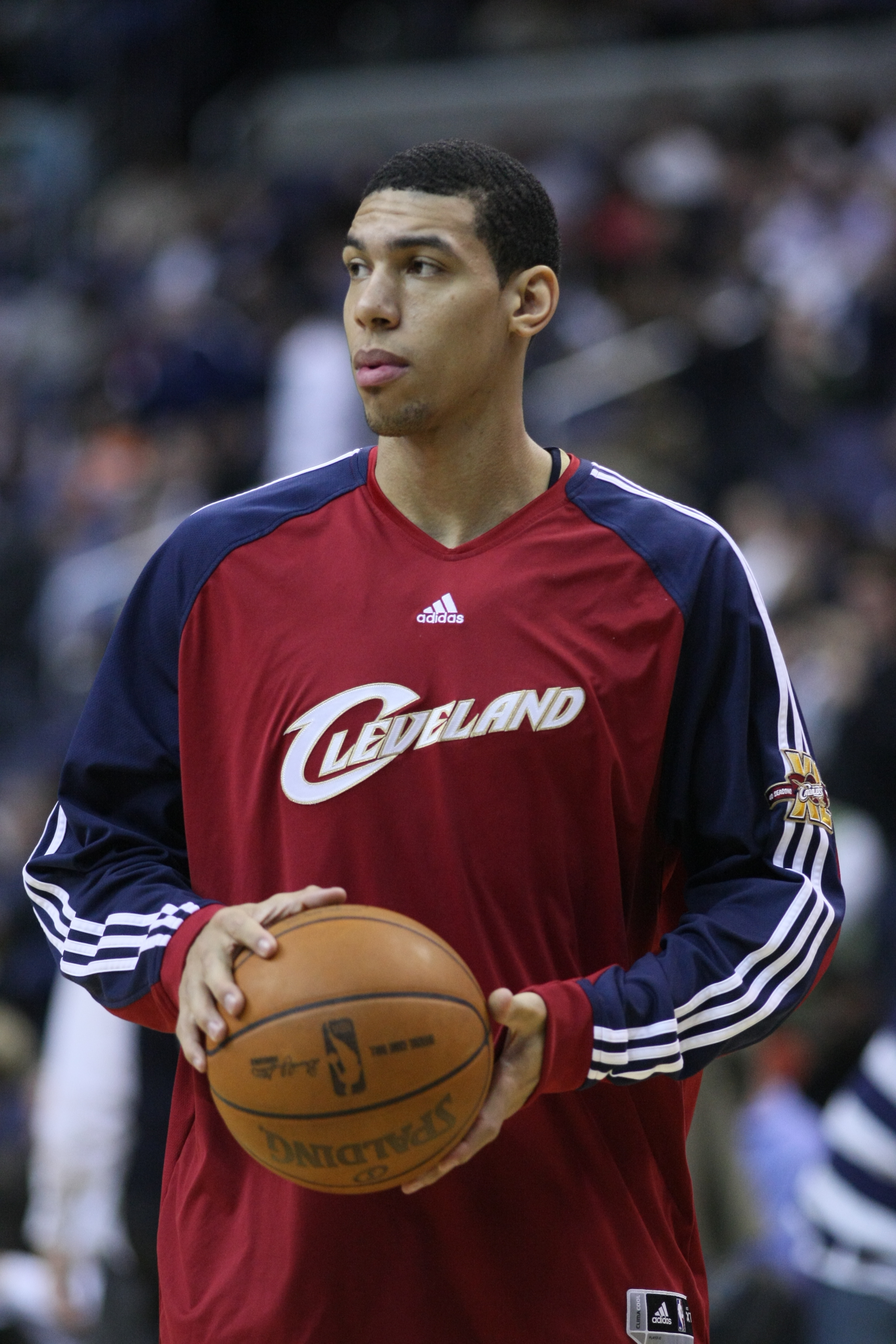
Danny Green.

Durante la temporada, 20 jugadores fueron requeridos por sus equipos afiliados de la NBA en 27 ocasiones para formar parte de sus plantillas:
| Jugador            | Equipo                   | Equipo de la NBA       | Fecha y contratos firmados                                                                                                |
| ------------------ | ------------------------ | ---------------------- | --- |
| Zabian Dowdell     | Tulsa 66ers              | Phoenix Suns           | 9 de enero: Contrato de 10 días 27 de enero: 2º contrato de 10 días 7 de febrero: Firma para el resto de la temporada     |
| Larry Owens        | Tulsa 66ers              | San Antonio Spurs      | 16 de enero: Contrato de 10 días 26 de enero: 2º contrato de 10 días                                                      |
| Mustafa Shakur     | Rio Grande Valley Vipers | Washington Wizards     | 22 de enero: Contrato de 10 días 12 de febrero: 2º contrato de 10 días 28 de febrero: Firma para el resto de la temporada |
| Chris Johnson      | Dakota Wizards           | Portland Trail Blazers | 24 de enero: Contrato de 10 días                                                                                          |
| Garrett Temple     | Erie BayHawks            | Milwaukee Bucks        | 25 de enero: Contrato de 10 días 5 de febrero: 2º contrato de 10 días                                                     |
| Trey Johnson       | Bakersfield Jam          | Toronto Raptors        | 26 de enero: Contrato de 10 días 7 de febrero: 2º contrato de 10 días                                                     |
| Orien Greene       | Utah Flash               | New Jersey Nets        | 1 de febrero: Contrato de 10 días                                                                                         |
| Steve Novak        | Reno Bighorns            | San Antonio Spurs      | 8 de febrero: Contrato de 10 días 22 de febrero: 2º contrato de 10 días 4 de marzo: Firma para el resto de la temporada   |
| Chris Johnson (2)  | Dakota Wizards           | Boston Celtics         | 24 de febrero: Contrato de 10 días                                                                                        |
| Jeff Adrien        | Rio Grande Valley Vipers | Golden State Warriors  | 25 de febrero: Firma para el resto de la temporada                                                                        |
| Othyus Jeffers     | Iowa Energy              | San Antonio Spurs      | 4 de marzo: Contrato de 10 días                                                                                           |
| Garrett Temple (2) | Erie BayHawks            | Charlotte Bobcats      | 7 de marzo: Contrato de 10 días 17 de marzo: 2º contrato de 10 días 28 de marzo: Firma para el resto de la temporada      |
| Marcus Cousin      | Austin Toros             | Utah Jazz              | 9 de marzo: Contrato de 10 días                                                                                           |
| Jerel McNeal       | Rio Grande Valley Vipers | New Orleans Hornets    | 9 de marzo: Contrato de 10 días                                                                                           |
| Chris Johnson (3)  | Dakota Wizards           | Portland Trail Blazers | 14 de marzo: Firma para el resto de la temporada                                                                          |
| Danny Green        | Reno Bighorns            | San Antonio Spurs      | 16 de marzo: Firma para el resto de la temporada                                                                          |
| Othyus Jeffers (2) | Iowa Energy              | Washington Wizards     | 17 de marzo: Contrato de 10 días 27 de marzo: 2º contrato de 10 días 6 de abril: Firma para el resto de la temporada      |
| Patrick Ewing, Jr. | Sioux Falls Skyforce     | New Orleans Hornets    | 26 de marzo: Contrato de 10 días 5 de abril: Firma para el resto de la temporada                                          |
| Kyle Weaver        | Austin Toros             | Utah Jazz              | 30 de marzo: Contrato de 10 días                                                                                          |
| Mario West         | Maine Red Claws          | New Jersey Nets        | 31 de marzo: Contrato de 10 días 10 de abril: Firma para el resto de la temporada                                         |
| Antonio Daniels    | Texas Legends            | Philadelphia 76ers     | 5 de abril: Firma para el resto de la temporada                                                                           |
| Larry Owens (2)    | Tulsa 66ers              | Washington Wizards     | 6 de abril: Firma para el resto de la temporada                                                                           |
| Robert Vaden       | Tulsa 66ers              | Oklahoma City Thunder  | 9 de abril: Firma para el resto de la temporada                                                                           |
| Marcus Cousin (2)  | Austin Toros             | Houston Rockets        | 11 de abril: Firma para el resto de la temporada                                                                          |
| Magnum Rolle       | Maine Red Claws          | Atlanta Hawks          | 11 de abril: Firma para el resto de la temporada                                                                          |
| Marqus Blakely     | Iowa Energy              | Houston Rockets        | 13 de abril: Firma para el resto de la temporada                                                                          |
| Trey Johnson (2)   | Bakersfield Jam          | Los Angeles Lakers     | 13 de abril: Firma para el resto de la temporada                                                                          |

Nota
- Entre paréntesis, el número de llamadas del jugador.